# Khufukhaf II
Khufukhaf II (ḫwfw ḫˁ f, "Sorgit de Khufu") va ser un alt funcionari egipci durant el Regne Antic. Probablement nascut durant la IV dinastia, Khufukhaf va morir durant el regnat del faraó Niuserre Ini, de mitjans de la V dinastia. En egiptologia moderna, també se l'anomena Khufukhaf B o Khufukhaf el Jove per distingir-lo del seu probable pare o avi, anomenat Khufukhaf I.

## Biografia
Khufukhaf portava el títol de "fill del rei", un títol que, tanmateix, és purament honorífic i no representa una autèntica filiació. Més aviat, és possible que fos fill del djati Khufukhaf I, un fill del rei Khufu que va servir com a tal durant el regnat de Khefren. Tanmateix, els únics fills coneguts de Khufukhaf I van ser Uetka i Iuenka. Reisner va afirmar que Khufukhaf II hauria estat net de Khufukhaf I i, per tant, fill de Uetka, Iuenka o una filla de Khufukhaf I. Així doncs, és força possible que Khufukhaf II fos net, i no fill de Khufukhaf I, tot i que no deixa de ser encara una suposició.
Se sap que l'esposa de Khufukhaf II era la princesa Khentkaus, de sang reial. Portava el títol de Filla del Rei del seu cos, indicant que amb tota probabilitat que era filla d'un faraó. Khentkaus i Khufukhaf van tenir dos fills: Khaf-Khufu i Seti-Ptah.
Khufukhaf va morir durant el regnat del faraó Niuserre Ini. Va ser enterrat a la mastaba G 7150 a Guiza, al peu del complex funerari de Khufu. A la tomba s'hi esmenta la seva família: dona i fills. Les persones que també s'hi esmenten són Paixerimut, fill de Tadihor-[...]etef i Pedimutemiteru, que era un escriba.

## Càrrecs i títols
Com a fill o net d'un djati, Khufukhaf II va tenir una carrera per a ell a l'alta administració de l'antic estat egipci. Va portar diversos títols:
- Cap de la tropa
- Cap dels deserts occidentals
- Cap de les obres del Rei
- Sacerdot pur del Rei
- Gran dels deu de l'Alt Egipte
- Sacerdot del Déu
- Sacerdot de Maat
- Sacerdot de Ra al temple de Setibre, temple del sol de Nefererkare Kakai
- Sacerdot de Khufu
- El que té la posició principal
- Cap dels secrets del seu Senyor
- Fill del Rei.